# Mercedes-Benz NG
З 1973 року почалося впровадження "Нової генерації" (нім. „Neue Generation“) важких машин "NG", виконаних за модульним принципом з відкидними кабінами над двигуном. 

## Опис

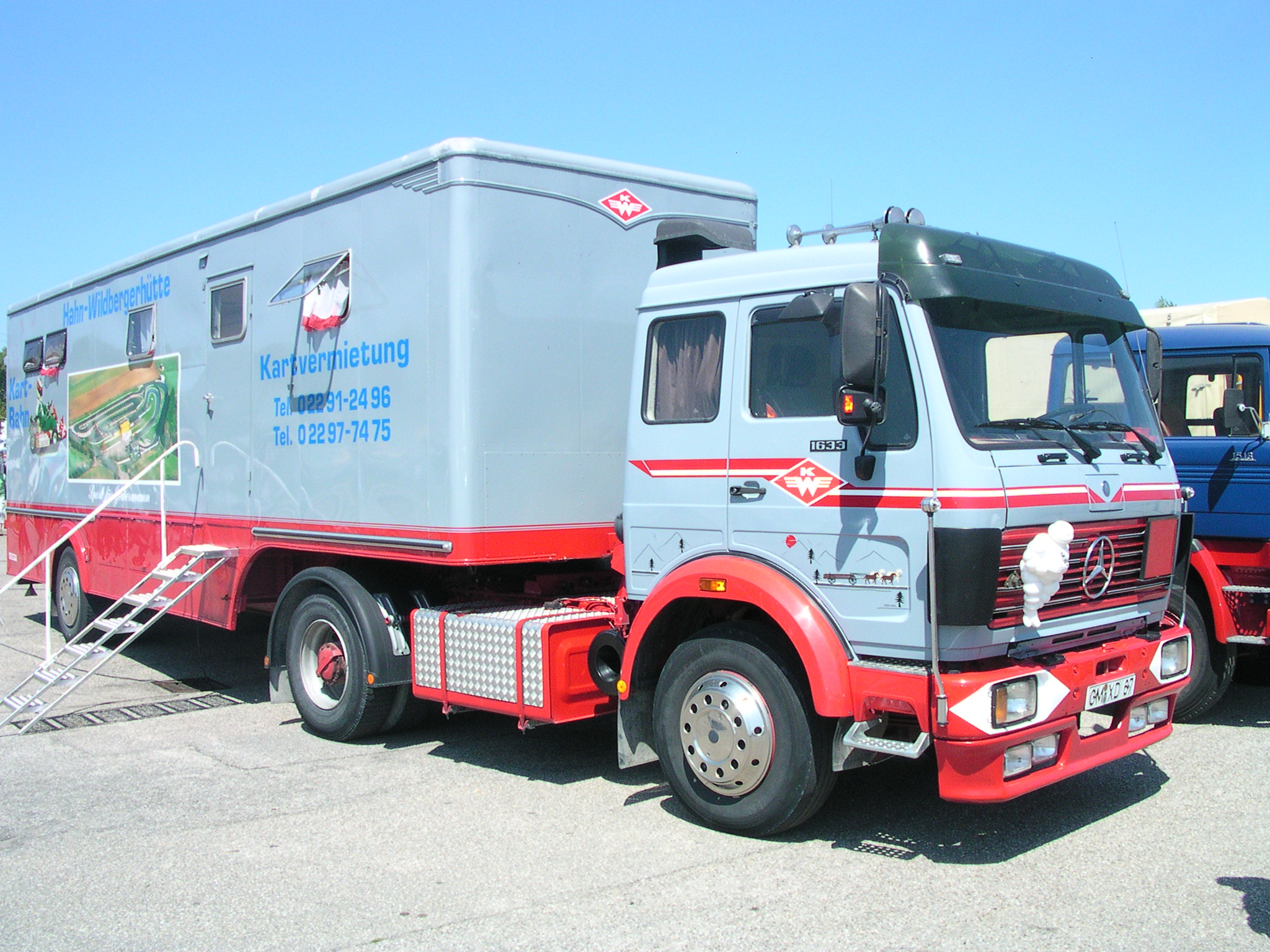
Mercedes-Benz 1633 (1980-1988)

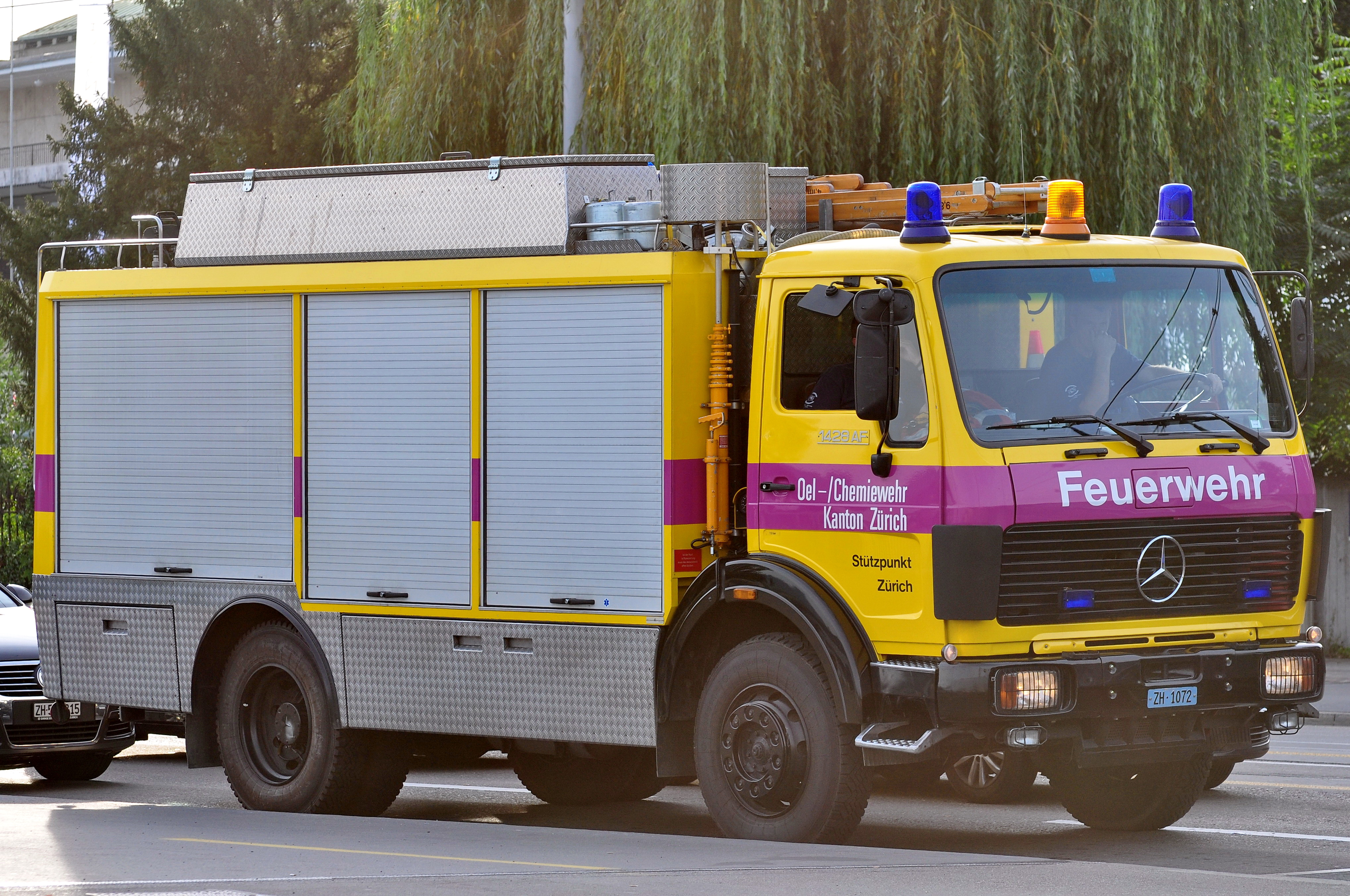
Mercedes-Benz 1428 AF (1980-1988)

Перший прототип був створений в 1970 році - і зовні нагадував радянський МАЗ-500, створений в 1959 році. Через таку подібність нерідко радянські джерела називають його копією радянської вантажівки, повністю виключити можливість чого не можна. У 1973 році почалося серійне виробництво моделі. Гамма включала моделі від "1424" до "2632" з двигунами в 240-320 к.с. Пізніше додався двигун V6 потужністю 192 к.с. Окремі екземпляри "МАЗа-500 по-німецьки" потрапляли і в СРСР. 

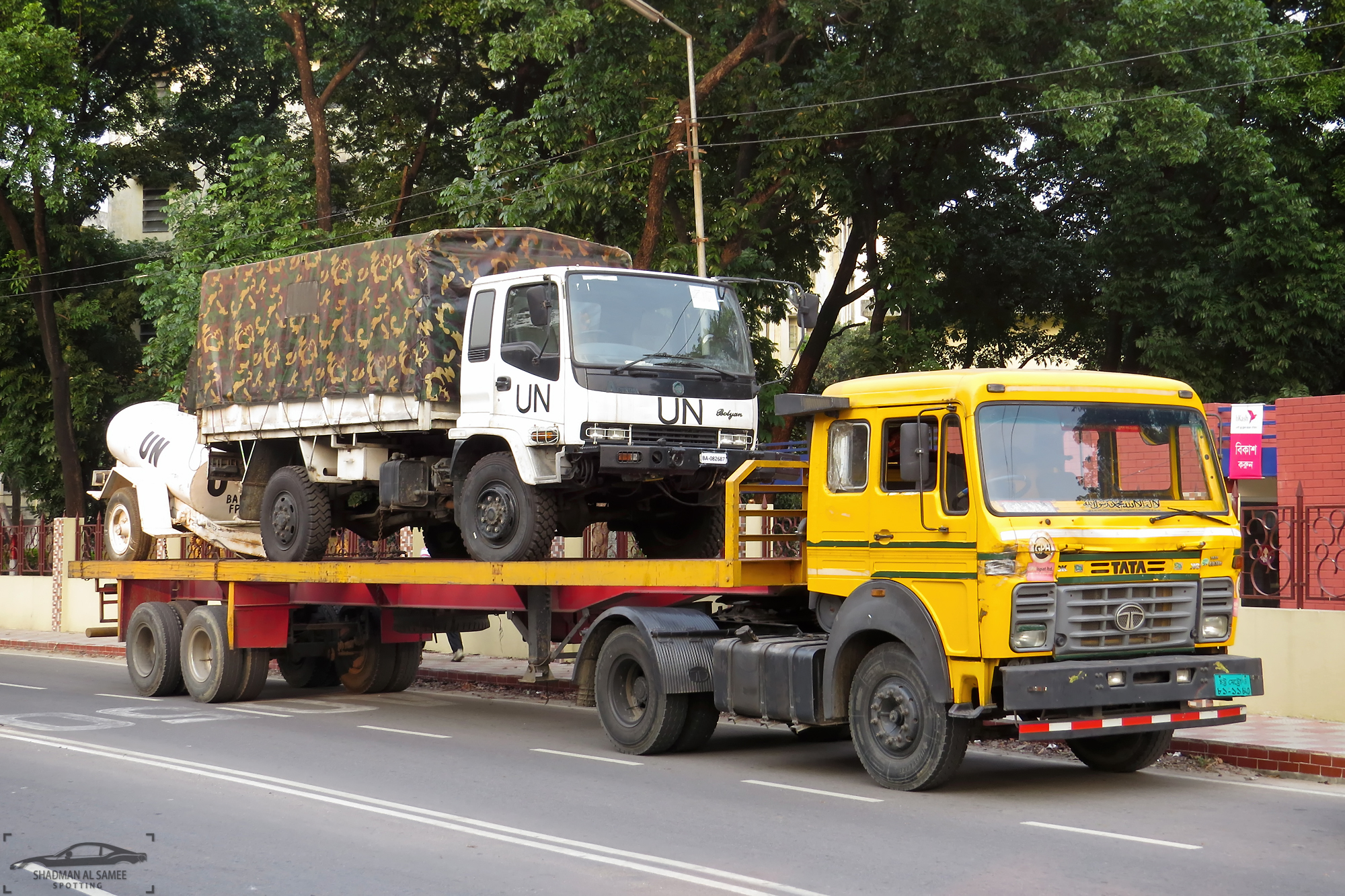
Індійська Tata LPS 4018, створена на основі Mercedes-Benz NG

З 1979 року на ряді машин вперше встановлювалася АБС. Сімейство складається з 2-х та 3-х вісних вантажівок повною масою 16-22 т. Автомобілі оснащувалися кабіною нового типу з поліпшеними експлуатаційними характеристиками. 
В 1980 році родину було модернізовано. На модернізованих вантажівках з'явилися обтічники, ліворуч і праворуч від решітки радіатора. З'явилася також кабіна для магістральних перевезень - вона вища і ширша за стандартну. Новий двигун V8 розвивав тепер 280 і 330 к.с., а з турбонаддувом - 375 к.с. Також з'явився двигун V10 об'ємом 18,3 л потужністю 355 к.с. У версії з турбонаддувом він розвивав 500 к.с. Такі двигуни застосовувалися на спеціальній серії тягачів-ваговозів. Найслабшим був двигун V6 потужністю 216 к.с. 
В 1985 році з'явилася КПП з електронним управлінням, новий варіант дизеля V8 потужністю 354 к.с. і електронне управління двигуном EDR.

## Варіанти моделей
| Модель                                     | zGG в т   | Двигун    | Дизайн | Потужність у кВт (к.с.) |
| ------------------------------------------ | --------- | --------- | ------ | ----------------------- |
| 1013                                       | 10,3/11,3 | OM 352    | R6     | 96 (130)                |
| 1017                                       | 10,3/11,3 | OM 352 A  | R6     | 124 (168)               |
| 1213                                       | 11,8/13,3 | OM 352    | R6     | 96 (130)                |
| 1217                                       | 11,8/13,3 | OM 352 A  | R6     | 124 (168)               |
| 1219                                       | 12,0/13,3 | OM 401    | V6     | 141 (192)               |
| 1413                                       | 14,0/14,5 | OM 352    | R6     | 96 (130)                |
| 1417                                       | 14,0/14,5 | OM 352 A  | R6     | 124 (168)               |
| 1419                                       | 14,0/14,5 | OM 401    | V6     | 141 (192)               |
| 1613                                       | 16,0      | OM 352    | R6     | 96 (130)                |
| 1614                                       | 16,0      | OM 366    | R6     | 100 (136)               |
| 1617                                       | 16,0      | OM 352 A  | R6     | 124 (168)               |
| 1619                                       | 16,0      | OM 401    | V6     | 141 (192)               |
| 1619 C                                     | 16,0      | OM 362 LA | R6     | 141 (192)               |
| 1622                                       | 16,0      | OM 421    | V6     | 159 (216)               |
| 1624                                       | 16,0      | OM 402    | V8     | 177 (240)               |
| 1625                                       | 16,0      | OM 422    | V8     | 184 (250)               |
| 1626                                       | 16,0      | OM 402    | V8     | 188 (256)               |
| 1628                                       | 16,0      | OM 422    | V8     | 206 (280)               |
| 1632                                       | 16,0      | OM 403    | V10    | 235 (320)               |
| 1633                                       | 16,0      | OM 422 A  | V8     | 243 (330)               |
| 1638                                       | 16,0      | OM 422 LA | V8     | 276 (375)               |
| 1644                                       | 16,0      | OM 442 LA | V8     | 320 (435)               |
| 1719                                       | 16,0      | OM 401    | V6     | 141 (192)               |
| 1922                                       | 19,0      | OM 421    | V6     | 159 (216)               |
| 1938                                       | 19,0      | OM 422 LA | V8     | 276 (375)               |
| 2219                                       | 22,0      | OM 401    | V6     | 141 (192)               |
| 2224                                       | 22,0      | OM 402    | V8     | 177 (240)               |
| 2226                                       | 22,0      | OM 402    | V8     | 188 (256)               |
| 2228                                       | 22,0      | OM 422    | V8     | 206 (280)               |
| 2232                                       | 22,0      | OM 403    | V10    | 235 (320)               |
| 2238                                       | 22,0      | OM 422 LA | V8     | 276 (375)               |
| 2626                                       | 22,0/26,0 | OM 402    | V8     | 188 (256)               |
| 2632                                       | 22,0/26,0 | OM 403    | V10    | 235 (320)               |
| 2644                                       | 22,0/26,0 | OM 442 LA | V8     | 320 (435)               |
| Можливі інші комбінації двигуна та тоннажу |           |           |        |                         |